# Formica postoculata
Formica postoculata é uma espécie de formiga do gênero Formica, pertencente à subfamília Formicinae.